# ポツンと一軒家
『ポツンと一軒家』（ポツンといっけんや）は、朝日放送テレビ（ABCテレビ）の制作で、朝日放送テレビ・テレビ朝日系列で2018年10月7日から毎週日曜日の19:58 - 20:56（JST）に放送されているトークバラエティ番組である。通称「ポツン」または「ポツンと」。2017年10月22日から2018年8月19日までは『所&林修のポツンと一軒家』（ところあんどはやしおさむのポツンといっけんや）として不定期特番が8回放送された。

## 概要
2016年11月8日、2017年1月15日から同年9月10日まで同じ日曜20時台で放送されていた『人生で大事なことは○○から学んだ』の一企画から派生した番組であり、同番組終了後の2017年10月22日から2018年8月19日まで不定期特番として放送された後、2018年10月7日からレギュラー化することが決定した。これにより、『人生で大事なことは○○から学んだ』以来、朝日放送テレビ制作の日曜20時台のバラエティ枠が1年ぶりに復活することになった。
日本各地の離れた場所に存在する一軒家に暮らしている人物がどのような理由で暮らしているのかについて、衛星画像のみを手がかりにした上でその場所に行き、地元の情報に基づいてその一軒家を調査するという内容である。
年1〜2回は過去に番組で訪れた一軒家のその後を取材したものを放送。2020年5月24日以降は新型コロナウイルスの影響で新しい一軒家を取材することが困難なため、「あの家は今?」と題し、過去に訪れた一軒家のコロナ禍での影響などを番組スタッフがリモートで取材したものを放送していた。
2020年12月13日の放送では、年内最後の放送にして、約半年ぶりに一軒家の捜索を再開。同時に、スタジオゲストも半年ぶりに復活した。
2021年3月29日、同年3月28日放送分を以ってナレーターを降板したキートン山田の後任を緒方賢一が務めることが発表された。緒方は同年4月4日放送分から担当する。
2021年1月で火曜20時台の『これって私だけ?』が終了し、2021年4月から『林修の今でしょ!講座』が火曜19時台から枠移動に伴い、1992年4月の『平成ふしぎ探検隊』以来29年間続いた朝日放送テレビ制作の火曜20時台のバラエティ枠が終了し、ゴールデン・プライムタイムでの朝日放送テレビ制作枠は当番組と火曜21時台の『トリニクって何の肉!?』の2枠に減枠した。そして1年後の2022年3月には火曜21時台の『トリニクって何の肉!?』がレギュラー放送を終了し、スペシャル特番に移行した。
2022年4月から9月までは朝日放送テレビ（ABCテレビ）とテレビ朝日の交互制作の単発特別番組枠『火曜プライム』となったが、2022年10月から火曜21時台はテレビ朝日制作の『火曜9時ドラマ』となり、ゴールデン・プライムタイムの朝日放送テレビの制作は当番組のみとなった。2023年4月から『日曜22時台の連続ドラマ』を開始。ゴールデン・プライムタイムの全国放送枠が半年振りに2枠となった。
2022年10月から当番組と同様に家をテーマにしたテレビ東京の『家、ついて行ってイイですか?』が水曜21時台から当番組と同じ日曜20時台に移動した。
2024年10月6日より直後の21時台（20:56 - 22:15）に報道番組『有働Times』が開始、これに伴い、直前の各局別ミニ番組との接続はステブレ入り、『有働Times』との接続はステブレレスに変更された。2024年12月29日放送の拡大版の『有働Times』の冒頭では当番組を観た有働由美子・井ノ原快彦（ゲスト）が感想を語った。

## 番組の流れ
予告映像とナレーションベースで『日本全国大捜索 ポツンと一軒家』とタイトルコールした後、スタジオの映像となり、MCの所が「全国『ポッツン』ファンの皆さまおまたせをいたしました『ポツンと一軒家』のお時間でございます」などと挨拶（最近は省略）し、2名のゲストにポツンと一軒家で生活してみたいかなどを問い掛けてオープニングトークをする。そして所が「それでは見ていきましょうか」などと語り掛けると、パネリストの林がGoogle Earthの映像を紹介する。対象の一軒家が所在する都道府県の全景からズームインし、最大拡大率にてポツンと一軒家の画像をアップにし（場所の特定をし辛くするためか、拡大する途中で白い雲の中を抜けるCG演出を入れるとともに、一定角度回転させ北が上では無い方角に変えて映している）、そこから読み取れる情報を林が電子ペンで描き入れながら解説した後、4人でどんな家なのか推測を話し合った後、VTRが始まる。
Google Earthの映像が対象のポツンと一軒家からその近くにある集落へと移り、「〇〇県のポツンと一軒家を目指し、最寄りの集落から捜索開始」とナレーションされた後、その集落（道路事情的に本当の最寄りかは考慮されない）に「捜索隊」の運転する車（スタッフ、聞き込み・運転担当と撮影担当の2名がレンタカーに乗車しており、車内での実況や相談などの会話音声もVTRに使用される）が到着するところからVTRが始まる。地域住民に話を聴いて、場所や住人について情報収集し、道案内をしてもらう。地域住民の厚意により直接先導して案内してくれることも多々ある。場合によっては、目的地では無い家・住人にクローズアップすることもある（聴き込みの過程で訪れたポツンと一軒家ではない家あるいは目的地を誤って到着した別のポツンと一軒家）。紆余曲折を経て、目的地と思われる家に到着するとGoogle Earthの写真と取材ドローン映像を比較し、ナレーションで「ここで間違い無い！」とされる。そのまま訪問して住民に取材を行い、家や生活、人生のエピソードを紹介する。また、目的地が空き家や取材許可を取得するのが困難な団体施設等の場合はそれを一旦現地で確認後、再び集落に戻ったり、先導してくれた人などに聴いて、別のポツンと一軒家を紹介してもらい目的地を変更する（空き家であっても元住民と速やかに連絡がつく場合、企業等団体施設や別荘などでも取材許可を得られればそのまま紹介する）。
VTRの最後にはポツンと一軒家で住人が生活している様子を映しながら家から遠ざかるドローンの映像とまとめのナレーションで締めくくられる。VTR終了後にスタジオで4人が感想を語る等のエンディングトーク（途中から画面下部にスタッフロールを表記）をして終了となる。スペシャル等で2軒目を取扱う場合（初期はレギュラー放送でも2軒取り扱う回があった）は、林が「続いてのポツンと一軒家はこちらです」などと発し、Google Earthの映像確認から再び紹介が始まるが、1軒目の取材途中で情報を得た別の一軒家を取り扱う場合は、1軒目の遠ざかるドローン映像からスタジオに戻らずに高速でVTRが特定の場面まで巻き戻され、別のポツンと一軒家の情報も並行して入手していたことを明かす演出が入り、そのままVTR内で2軒目の取材映像に切り替わることもある。
ナレーターは、当初、男性（山田→緒方）と女性（小山）で家毎に交代して担当していたが、後にメインが男性となり、補足的な説明を女性が行うようになった。

## 視聴率
特番時代から、日曜夜という視聴率激戦区において高視聴率を記録している。特に、放送開始1年目は視聴率20%超えを関東地区で7回、関西地区で8回達成している（いずれも世帯視聴率）。
しかし、2020年春から本格的に導入された「個人視聴率」や若年層（13歳から49歳）をターゲットとしている「コア視聴率」では本番組は性別や年齢層別の集計によっては最下位に近い週も発生するなど、苦戦を強いられている。
レギュラー放送視聴率
初回視聴率：14.0%（2018年10月7日放送、関東地区）
最高視聴率：22.9%（2020年4月26日放送、関東地区）、23.7%（2020年4月26日放送、関西地区）
平均視聴率
2018年の年間視聴率：14.0%（関東地区）
2019年の年間視聴率：17.8%（関東地区）
2020年の年間視聴率：18.2%（関東地区）
2021年の年間視聴率：15.1%（関東地区）
2022年の年間視聴率：13.8%（関東地区）

## 批判

### 出演者の安全上の問題
元放送作家の長谷川良品は、衛星写真や目的地に訪れるまでの工程などから詳細な住所の特定が可能であること、自宅や居住者の年齢、生活スタイルをテレビで放映することは犯罪のリスクを生じていると批判している。

## 出演者
MC
- 所ジョージ - 字幕の色は黄色。着席位置は上手寄り。

レギュラーパネリスト
- 林修 - 字幕の色は水色。着席位置は下手寄り。

## 放送リスト

### 不定期特番
| 回 | 放送日   | ゲスト         | 備考                  |
| -- | -------- | -------------- | --------------------- |
| 1  | 10月22日 | 高橋克実、波瑠 | 18:00 - 19:57に放送。 |

| 回 | 放送日   | ゲスト                                             | 備考                  |
| -- | -------- | -------------------------------------------------- | --------------------- |
| 2  | 1月14日  | 市村正親、羽田美智子                               | 18:30 - 21:00に放送。 |
| 3  | }3月25日 | 松本利夫（EXILE）、黒木瞳\|\|18:30 - 20:54に放送。 |                       |
| 4  | 5月27日  | 光石研、相武紗季                                   | 19:58 - 20:54に放送。 |
| 5  | 6月3日   | 中村芝翫、関根麻里                                 | 18:30 - 19:58に放送。 |
| 6  | 7月1日   | 尾上松也、貫地谷しほり                             | 18:57 - 20:54に放送。 |
| 7  | 7月22日  | 尾上松也、真飛聖                                   | 18:57 - 19:58に放送。 |
| 8  | 8月19日  | 薬丸裕英、鈴木杏樹                                 | 18:57 - 20:54に放送。 |

### レギュラー放送
- 放送日が2段になっているものについては、上段が制作局での放送日、下段が制作局以外のテレビ朝日をはじめとする大半のテレビ朝日系列フルネット局での放送日。放送日時が通常時間となっていない放送日に関しては、注記を行い、具体的な放送時間も明示。

#### 2018年
| 回 | 放送日   | ゲスト                    | 備考                                 | 視聴率 |
| -- | -------- | ------------------------- | ------------------------------------ | ------ |
| 1  | 10月07日 | 米倉涼子 三浦翔平         | 初回2時間半SP（18:30 - 20:54に放送） | 14.0％ |
| 2  | 10月14日 | 内藤剛志 馬場ふみか       |                                      | 11.8％ |
| 3  | 10月21日 | 久本雅美 岡山天音         |                                      | 12.8％ |
| 4  | 10月28日 | 草野仁 山瀬まみ           |                                      | 13.7％ |
| 5  | 11月04日 | 梅沢富美男 宮本茉由       |                                      | 14.4％ |
| 6  | 11月11日 | 上川隆也 早見あかり       | 2時間半SP（18:30 - 20:54に放送）     | 15.4％ |
| 7  | 11月25日 | 立川志らく しゅはまはるみ |                                      | 15.0％ |
| 8  | 12月09日 | 和田アキ子 津田寛治       |                                      | 14.1％ |
| 9  | 12月16日 | 関根勤 内田恭子           |                                      | 14.8％ |

#### 2019年
| 回 | 放送日            | ゲスト                                     | 備考 | 視聴率 |
| -- | ----------------- | ------------------------------------------ | --- | ------ |
| 10 | 01月06日          | 財前直見 間宮祥太朗                        | 2時間半SP（18:30 - 21:00に放送） | 15.4％ |
| 11 | 01月20日          | 勝村政信 持田香織                          | | 14.2％ |
| 12 | 01月27日          | 平泉成 トリンドル玲奈                      | | 14.9％ |
| 13 | 02月03日          | 伊武雅刀 川田裕美                          | | 13.8％ |
| 14 | 02月10日          | 高橋克典 三田寛子                          | | 15.2％ |
| 15 | 02月24日          | MEGUMI 横山だいすけ                        | | 16.4％ |
| 16 | 03月03日          | 武田鉄矢 Dream Ami                         | | 15.9％ |
| 17 | 03月10日          | 泉谷しげる 飯豊まりえ                      | | 17.0％ |
| 18 | 03月24日          | 手塚とおる 酒井美紀                        | | 16.1％ |
| 19 | 03月31日          | 藤井フミヤ 市川紗椰                        | 2時間半SP（18:30 - 20:54に放送） | 16.8％ |
| 20 | 04月07日          | 森公美子 emma                              | | 17.6％ |
| 21 | 04月14日          | 高橋一生 畠山愛理                          | | 16.6％ |
| 22 | 04月21日          | 雛形あきこ 魔裟斗                          | | 17.2％ |
| 23 | 05月05日          | 村上弘明 枡田絵理奈                        | | 17.7％ |
| 24 | 05月12日          | 髙田万由子 永瀬廉（King & Prince）         | | 17.7％ |
| 25 | 05月19日          | 吉田鋼太郎 岡本玲                          | | 19.8％ |
| 26 | 05月26日          | 近藤芳正 丘みどり                          | 6分延長（19:58 - 21:00に放送） | 19.0％ |
| 27 | 06月02日          | 小日向文世 岡副麻希                        | | 19.2％ |
| 28 | 06月09日          | 坂崎幸之助（THE ALFEE） 吉本実憂           | | 20.3％ |
| 29 | 06月23日          | 坂口健太郎 松島花                          | | 20.7％ |
| 30 | 06月30日          | 市川右團次 泉里香                          | | 20.7％ |
| 31 | 07月07日          | 真野恵里菜 竜星涼                          | | 20.6％ |
| 32 | 07月14日          | 高杉真宙 朝比奈彩                          | | 19.3％ |
| 33 | 07月28日          | 木南晴夏 生駒里奈                          | | 18.3％ |
| 34 | 08月04日          | 尾上寛之 広瀬アリス                        | [ 注 7 ] | 17.8％ |
| 35 | 08月11日          | 片岡愛之助 今田美桜                        | | 19.4％ |
| 36 | 08月18日          | 沢村一樹 本仮屋ユイカ                      | | 20.7％ |
| 37 | 08月25日          | （特別編）                                 | 全編VTRで構成されたためスタジオ部分はなかった（所・林も不出演）。 | 14.4％ |
| 38 | 09月08日 09月01日 | 西田敏行 伊原六花                          | 朝日放送テレビ（当番組の制作局）と広島ホームテレビは各局ローカルのプロ野球中継を優先するため、テレビ朝日をはじめとする同系列フルネット22局では、本来の放送日時に制作局からの先行裏送りネットを実施した。 | 18.4％ |
| 39 | 09月08日          | 春風亭一之輔 辻元舞                        | | 20.7％ |
| 40 | 09月15日          | 田中要次 前田敦子                          | | 17.8％ |
| 41 | 09月22日          | 筒井真理子 TAKAHIRO(EXILE）                | [ 注 11 ] | 18.0％ |
| 42 | 09月29日          | 松岡茉優 西銘駿                            | | 20.8％ |
| 43 | 10月06日          | 寺島しのぶ 鈴木浩介                        | この回から放送時間が2分拡大し20:56までになる。 | 19.9％ |
| 44 | 10月13日          | 天海祐希 遠藤憲一                          | 2時間半SP（18:30 - 20:56に放送） | 16.4％ |
| 45 | 10月27日          | 升毅 仁村紗和                              | | 20.7％ |
| 46 | 11月03日          | 田山涼成 栗山千明                          | | 18.3％ |
| 47 | 11月10日          | 山崎まさよし 菊川怜                        | | 18.1％ |
| 48 | 11月24日          | 堤真一 AYA                                 | | 19.7％ |
| 49 | 12月01日          | 中田喜子 瀬戸利樹                          | | 17.7％ |
| 50 | 12月08日          | 山本寛斎 若村麻由美                        | | 18.5％ |
| 51 | 12月15日          | 立川志らく 牧野真莉愛（モーニング娘。'19） | | 19.1％ |
| 52 | 12月29日          | ゲスト無し                                 | 2時間SP（19:58 - 22:00に放送） | 15.4％ |

#### 2020年
| 回 | 放送日   | ゲスト                   | 備考 | 視聴率 |
| -- | -------- | ------------------------ | --- | ------ |
| 53 | 01月05日 | 高橋英樹 黒島結菜        | | 19.5％ |
| 54 | 01月19日 | 山口もえ 渡辺大知        | | 16.1％ |
| 55 | 02月02日 | 速水もこみち 木嶋真優    | | 18.8％ |
| 56 | 02月09日 | 宮尾俊太郎 夏菜          | | 17.5％ |
| 57 | 02月16日 | 高橋克典 すみれ          | | 18.4％ |
| 58 | 02月23日 | 西郷輝彦 武田玲奈        | | 18.1％ |
| 59 | 03月01日 | 坂口健太郎 楓（E-girls） | | 18.8％ |
| 60 | 03月08日 | 中村橋之助 髙橋ひかる    | 3分短縮（19:58 - 20:53に放送）                                                                                                 | 20.4％ |
| 61 | 03月15日 | 秋野暢子 成田凌          | | 22.2％ |
| 62 | 03月29日 | 特別編                   | 『大改造!!劇的ビフォーアフター ポツンと一軒家を匠がリフォームスペシャル!!』の前座番組として放送された（18:30 - 18:57に放送）。 |        |
| 63 | 04月05日 | かたせ梨乃 加藤諒        | | 19.7％ |
| 64 | 04月19日 | 間宮祥太朗 姿月あさと    | | 20.0％ |
| 65 | 04月26日 | 山内惠介 谷村美月        | | 22.9％ |
| 66 | 05月10日 | ゲスト無し               | | 21.9％ |
| 67 | 05月17日 | ゲスト無し               | 新型コロナの影響で、所と林のみの出演で、セットの無いスタジオで、所と林の席の距離をあけて収録された。                           | 19.8%  |
| 68 | 05月24日 | ゲスト無し               | 新型コロナの影響で、所と林のみの出演で、セットの無いスタジオで、所と林の席の距離をあけて収録された。                           | 22.2%  |
| 69 | 05月31日 | ゲスト無し               | 新型コロナの影響で、所と林のみの出演で、セットの無いスタジオで、所と林の席の距離をあけて収録された。                           | 20.9%  |
| 70 | 06月07日 | ゲスト無し               | 新型コロナの影響で、所と林のみの出演で、セットの無いスタジオで、所と林の席の距離をあけて収録された。                           | 19.2%  |
| 71 | 06月14日 | ゲスト無し               | | 19.5%  |
| 72 | 06月21日 | ゲスト無し               | | 18.2%  |
| 73 | 06月28日 | ゲスト無し               | | 18.3％ |
| 再 | 07月05日 | 山口もえ 渡辺大知        | 2020年1月19日放送分の再放送（前述）                                                                                            | 18.8%  |
| 74 | 07月19日 | ゲスト無し               | | 17.3%  |
| 75 | 07月26日 | ゲスト無し               | | 17.8%  |
| 76 | 08月02日 | ゲスト無し               | | 18.9%  |
| 77 | 08月09日 | ゲスト無し               | | 19.8%  |
| 78 | 08月16日 | ゲスト無し               | | 20.9%  |
| 79 | 08月23日 | ゲスト無し               | | 14.3%  |
| 80 | 08月30日 | ゲスト無し               | | 18.8%  |
| 81 | 09月13日 | ゲスト無し               | | 17.8%  |
| 82 | 09月20日 | ゲスト無し               | | 16.2%  |
| 83 | 09月27日 | ゲスト無し               | | 16.8%  |
| 84 | 10月11日 | ゲスト無し               | 2時間SP（19:58 - 21:51に放送）                                                                                                 | 16.5%  |
| 85 | 10月18日 | ゲスト無し               | | 14.4%  |
| 86 | 10月25日 | ゲスト無し               | | 15.5%  |
| 87 | 11月01日 | ゲスト無し               | | 15.3%  |
| 88 | 11月08日 | ゲスト無し               | | 16.5%  |
| 89 | 11月22日 | ゲスト無し               | | 16.1%  |
| 90 | 11月29日 | ゲスト無し               | | 15.7%  |
| 91 | 12月06日 | ゲスト無し               | | 15.1%  |
| 92 | 12月13日 | 立川志らく 山瀬まみ      | 約半年ぶりに新作を放送 | 14.2%  |

#### 2021年
| 回  | 放送日   | ゲスト                                                         | 備考 | 視聴率 |
| --- | -------- | -------------------------------------------------------------- | --- | ------ |
| 93  | 01月03日 | 沢村一樹 井上真央                                              | 3時間SP（18:00 - 21:00に放送）                                                                                          | 16.1%  |
| 94  | 01月17日 | 高畑充希 リョウガ（超特急）                                    | | 16.2%  |
| 95  | 01月24日 | 馬場ふみか 桜田通                                              | | 15.9%  |
| 96  | 01月31日 | 小田井涼平（純烈） 深川麻衣                                    | | 17.0%  |
| 97  | 02月07日 | 高橋克実 岡本玲                                                | | 14.6%  |
| 98  | 02月14日 | DAIGO 福岡みなみ                                               | | 14.7%  |
| 99  | 02月21日 | 森口瑤子 今井翼                                                | | 15.2%  |
| 100 | 02月28日 | 松崎しげる 奥菜恵                                              | | 15.4%  |
| 101 | 03月07日 | 伍代夏子 鈴木伸之（劇団EXILE）                                 | | 15.5%  |
| 102 | 03月14日 | 相田翔子 坂口健太郎                                            | | 15.2%  |
| 103 | 03月21日 | 片岡鶴太郎 宇野実彩子（AAA）                                   | | 15.2%  |
| 104 | 03月28日 | 松山ケンイチ 木村文乃                                          | この回をもって、前身の『人生で大事なことは○○から学んだ』から5年間にわたりナレーションを務めたキートン山田が番組を卒業。 | 13.7%  |
| 105 | 04月04日 | 紫吹淳 小宮璃央                                                | この回より、前述のキートン山田に替わり、緒方がナレーションを担当。                                                      | 15.3%  |
| 106 | 04月11日 | 山下健二郎（三代目 J SOUL BROTHERS from EXILE TRIBE） 新條由芽 | | 15.5%  |
| 107 | 04月18日 | IKKO 佐々木久美（日向坂46）                                    | | 16.7%  |
| 108 | 04月25日 | 真矢ミキ 伊藤淳史                                              | 2時間SP（19:58 - 21:56に放送）                                                                                          | 16.8%  |
| 109 | 05月02日 | 松岡充 安藤美姫                                                | | 14.8%  |
| 110 | 05月16日 | 内藤剛志 井上咲楽                                              | | 16.5%  |
| 111 | 05月23日 | 菊池桃子 柳楽優弥                                              | | 17.3%  |
| 112 | 05月30日 | 小倉智昭 高橋ユウ                                              | | 16.7%  |
| 113 | 06月06日 | キムラ緑子 河合郁人（A.B.C-Z）                                 | | 14.2%  |
| 114 | 06月13日 | 賀来千香子 浅利陽介                                            | | 15.9%  |
| 115 | 06月20日 | 高橋みなみ 武尊                                                | | 15.2%  |
| 116 | 06月27日 | 井森美幸 山里亮太（南海キャンディーズ）                        | | 15.5%  |
| 再  | 07月11日 | 高橋克実 岡本玲                                                | 2021年2月7日放送分の再放送（前述）                                                                                      | 12.9%  |
| 117 | 07月18日 | 船越英一郎 貴島明日香                                          | | 14.9%  |
| 118 | 08月01日 | 戸次重幸 本田望結                                              | | 14.7%  |
| 119 | 08月15日 | 水野真紀 前田旺志郎                                            | | 16.0%  |
| 120 | 08月22日 | 大地真央 高嶋政伸                                              | 2時間SP（19:00 - 20:56に放送）                                                                                          | 13.0%  |
| 121 | 09月05日 | 春風亭昇太 高城れに（ももいろクローバーZ）                     | 当初は2021年7月11日放送予定だった（前述）。                                                                             | 14.0%  |
| 122 | 09月12日 | とよた真帆 小松菜奈                                            | | 14.2%  |
| 123 | 09月19日 | 沢口靖子 益若つばさ                                            | | 14.2%  |
| 124 | 09月26日 | 工藤阿須加 中村ゆりか                                          | | 15.6%  |
| 125 | 10月03日 | 木下ほうか 柴咲コウ                                            | | 15.0%  |
| 126 | 10月10日 | ゲスト無し                                                     | 2時間SP（19:58 - 21:56に放送）                                                                                          | 14.1%  |
| 127 | 11月14日 | 中村雅俊 松本まりか                                            | | 14.4%  |
| 128 | 11月21日 | NAOTO（EXILE / 三代目 J SOUL BROTHERS） なえなの               | | 14.9%  |
| 129 | 11月28日 | 篠田麻里子 松島花                                              | | 15.3%  |
| 130 | 12月05日 | 内田有紀 北村有起哉                                            | | 15.9%  |
| 131 | 12月12日 | （特別編）                                                     | 元気な女性大集合2時間SP（19:00 - 20:56に放送）。 全編VTRで構成されたためスタジオ部分はなかった（所・林も不出演）。      | 13.6%  |
| 132 | 12月26日 | 石坂浩二 葵わかな                                              | 3時間SP（19:00 - 21:56に放送）                                                                                          | 12.7%  |

#### 2022年
| 回  | 放送日   | ゲスト                                            | 備考                                                                                 | 視聴率 |
| --- | -------- | ------------------------------------------------- | ------------------------------------------------------------------------------------ | ------ |
| 133 | 01月09日 | 小沢真珠 桜井ユキ                                 |                                                                                      | 13.6%  |
| 134 | 01月16日 | 早乙女太一 島崎遥香                               |                                                                                      | 13.1%  |
| 135 | 01月30日 | 浅野ゆう子 元木大介                               |                                                                                      | 14.5%  |
| 136 | 02月06日 | 渡辺満里奈 小越勇輝                               |                                                                                      | 13.2%  |
| 137 | 02月13日 | YOU つるの剛士                                    |                                                                                      | 15.3%  |
| 138 | 02月27日 | ゲスト無し                                        |                                                                                      | 13.4%  |
| 139 | 03月06日 | ゲスト無し                                        |                                                                                      | 15.7%  |
| 140 | 03月13日 | 峯村リエ 葉山奨之                                 |                                                                                      | 14.4%  |
| 141 | 03月20日 | 梅沢富美男 篠原ゆき子                             |                                                                                      | 14.3%  |
| 142 | 03月27日 | ソニン 石田ニコル                                 |                                                                                      | 13.0%  |
| 143 | 04月03日 | 風間トオル 福岡みなみ                             |                                                                                      | 13.6%  |
| 144 | 04月10日 | 斉藤由貴 和田颯（Da-iCE）                         |                                                                                      | 13.5%  |
| 145 | 04月17日 | 榊原郁恵 藤岡真威人                               |                                                                                      | 14.1%  |
| 146 | 04月24日 | 原沙知絵 瀧川鯉斗                                 |                                                                                      | 13.6%  |
| 147 | 05月01日 | 明日海りお 松田里奈（櫻坂46）                     |                                                                                      | 14.2%  |
| 148 | 05月08日 | 渡辺正行 吉本実憂                                 |                                                                                      | 13.5%  |
| 149 | 05月15日 | DAIGO 高田夏帆                                    |                                                                                      | 13.2%  |
| 150 | 05月22日 | 岡本知高 井上咲楽                                 |                                                                                      | 13.2%  |
| 151 | 05月29日 | 檀れい 浦浜アリサ                                 |                                                                                      | 14.0%  |
| 152 | 06月05日 | 松たか子 賀喜遥香（乃木坂46）                     |                                                                                      | 12.9%  |
| 153 | 06月12日 | 森公美子 大倉孝二                                 |                                                                                      | 15.2%  |
| 154 | 06月19日 | 山下美月（乃木坂46） 伊藤あさひ                   |                                                                                      | 13.0%  |
| 155 | 06月26日 | 高畑淳子 早乙女太一                               | 2時間SP（19:58 - 21:52に放送）                                                       | 14.5%  |
| 156 | 07月03日 | 要潤 トラウデン直美                               |                                                                                      | 13.9%  |
| 157 | 07月17日 | 山里亮太 安斉かれん                               |                                                                                      | 13.0%  |
| 158 | 07月31日 | 田辺誠一 桜田ひより                               |                                                                                      | 14.3%  |
| 159 | 08月07日 | 泉ピン子 山崎樹範                                 |                                                                                      | 13.4%  |
| 160 | 08月14日 | 古田敦也 長濱ねる                                 |                                                                                      | 13.5%  |
| 161 | 08月21日 | 田中道子 数原龍友（GENERATIONS from EXILE TRIBE） |                                                                                      | 13.2%  |
| 162 | 08月28日 | （総集編）                                        | おもてなし料理SP。 全編VTRで構成されたためスタジオ部分はなかった（所・林も不出演）。 | 08.4%  |
| 163 | 09月04日 | 原田美枝子 井本彩花                               |                                                                                      | 14.4%  |
| 164 | 09月11日 | 和田アキ子 東原亜希                               |                                                                                      | 14.0%  |
| 165 | 09月18日 | 上地雄輔 ねお                                     |                                                                                      | 13.7%  |
| 166 | 09月25日 | 橋本じゅん 近藤千尋                               |                                                                                      | 14.9%  |
| 167 | 10月02日 | 佐々木蔵之介 髙橋ひかる                           |                                                                                      | 15.5%  |
| 168 | 10月09日 | 小芝風花 松岡広大                                 |                                                                                      | 14.3%  |
| 169 | 10月16日 | 伊武雅刀 広瀬アリス                               | 2時間SP（19:58 - 21:52に放送）                                                       | 14.0%  |
| 170 | 11月06日 | 泉谷しげる 横山由依                               |                                                                                      | 14.6%  |
| 171 | 11月13日 | 森尾由美 星野真里                                 |                                                                                      | 14.2%  |
| 172 | 11月20日 | 勝俣州和 久間田琳加                               |                                                                                      | 14.3%  |
| 173 | 12月04日 | EXILE MAKIDAI ほのか                              |                                                                                      | 14.4%  |
| 174 | 12月11日 | 若村麻由美 益田恵梨菜                             |                                                                                      | 14.1%  |
| 175 | 12月25日 | 沢村一樹 香里奈                                   | 3時間SP（19:00 - 21:56に放送）                                                       | 13.2%  |

#### 2023年
| 回  | 放送日   | ゲスト                                                   | 備考                                                              | 視聴率      |
| --- | -------- | -------------------------------------------------------- | ----------------------------------------------------------------- | ----------- |
| 176 | 01月08日 | 西村まさ彦 矢作穂香                                      |                                                                   | 11.3%       |
| 177 | 01月15日 | 髙嶋政宏 矢田亜希子                                      | 2時間SP（19:58 - 21:56に放送）                                    | 14.1%       |
| 178 | 01月29日 | 綾瀬はるか 鈴木浩介                                      |                                                                   | 12.4%       |
| 179 | 02月05日 | 中山美穂 新浜レオン                                      |                                                                   | 13.4%       |
| 180 | 02月12日 | 佐藤隆太 加藤史帆（日向坂46）                            |                                                                   | 12.7%       |
| 181 | 02月19日 | 飯田基祐 神部美咲                                        |                                                                   | 13.6%       |
| 182 | 03月05日 | 赤井勝 藤本美貴                                          |                                                                   | 13.2%       |
| 183 | 03月26日 | 北村一輝 みちょぱ（池田美優）                            |                                                                   | 13.3%       |
| 184 | 04月02日 | 宇野実彩子（AAA） 香音                                   |                                                                   | 13.5%       |
| 185 | 04月09日 | 中越典子 中村アン                                        | 2週連続（前・後編）で放送。                                       | 13.9%       |
| 186 | 04月16日 | 中越典子 中村アン                                        | 2週連続（前・後編）で放送。                                       | 12.9%       |
| 187 | 04月23日 | 勝地涼 清野菜名                                          | 2時間SP（19:58 - 21:56に放送）                                    | 12.7%       |
| 188 | 05月14日 | 三田寛子 松村沙友理                                      |                                                                   | 12.3%       |
| 189 | 05月21日 | 尾美としのり 石井杏奈                                    |                                                                   | 12.5%       |
| 190 | 05月28日 | 松下由樹 高橋みなみ                                      |                                                                   | 13.4%       |
| 191 | 06月04日 | 榎木孝明 石川花                                          |                                                                   | 12.1%       |
| 192 | 06月11日 | 賀来千香子 タカシ（超特急）                              |                                                                   | 12.2%       |
| 193 | 06月18日 | 岸井ゆきの 山下健二郎（三代目 J SOUL BROTHERS）          |                                                                   | 13.2%       |
| 194 | 06月25日 | ISSA（DA PUMP） 丹生明里（日向坂46）                     |                                                                   | 13.3%       |
| 195 | 07月02日 | 浅田美代子 犬飼貴丈                                      |                                                                   | 12.9%       |
| 196 | 07月09日 | 渡辺いっけい 工藤遥                                      |                                                                   | 13.5%       |
| 197 | 07月16日 | 伊藤英明 山之内すず                                      | 3時間SP（19:00 - 21:56に放送）                                    | 12.3%       |
| 198 | 08月06日 | 陣内孝則 飯豊まりえ                                      |                                                                   | 11.3%       |
| 199 | 08月13日 | 林家正蔵 モモコグミカンパニー                            |                                                                   | 11.5%       |
| 200 | 08月20日 | サンドウィッチマン 秋山竜次（ロバート） オカダ・カズチカ | ポツンと一軒家×帰れマンデーコラボ 2時間SP（19:00 - 20:56に放送）  | 12.4% 14.9% |
| 201 | 08月27日 | （特別編）                                               | 全編VTRで構成されたためスタジオ部分はなかった（所・林も不出演）。 |             |
| 202 | 09月03日 | tetsuya（L'Arc〜en〜Ciel） 門脇麦                        |                                                                   | 13.7%       |
| 203 | 09月10日 | 上川隆也 川瀬莉子                                        | 2時間SP（19:58 - 21:56に放送）                                    | 11.1%       |
| 204 | 09月17日 | 六角精児 えなこ                                          |                                                                   | 11.5%       |
| 205 | 09月24日 | 槙野智章 早見あかり                                      |                                                                   | 12.0%       |
| 206 | 10月01日 | 酒井美紀 濱正悟                                          |                                                                   | 11.7%       |
| 207 | 10月08日 | 本田望結 井上祐貴                                        |                                                                   | 09.8%       |
| 208 | 10月15日 | 山里亮太（南海キャンディーズ） 堀田真由                  | 2時間SP（19:58 - 21:56に放送）                                    | 11.3%       |
| 209 | 10月22日 | 加藤貴子 梅澤美波（乃木坂46）                            |                                                                   | 12.1%       |
| 210 | 10月29日 | 竹野内豊 逢沢りな                                        |                                                                   | 12.4%       |
| 211 | 11月05日 | 武田真一 田中あいみ                                      |                                                                   | 10.6%       |
| 212 | 11月12日 | 高橋ユウ 矢吹奈子                                        |                                                                   | 12.6%       |
| 213 | 11月19日 | （特別編）                                               | 全編VTRで構成されたためスタジオ部分はなかった（所・林も不出演）。 | 11.5%       |
| 214 | 11月26日 | 加藤ローサ 萩原利久                                      |                                                                   | 12.0%       |
| 215 | 12月03日 | 的場浩司 岩渕真奈                                        |                                                                   | 13.4%       |
| 216 | 12月10日 | 浅野ゆう子 陣（THE RAMPAGE from EXILE TRIBE）            |                                                                   | 11.6%       |
| 217 | 12月17日 | 黒木瞳 佐々木希                                          | 3時間SP（19:00 - 21:56に放送）                                    | 13.0%       |

#### 2024年
| 回  | 放送日   | ゲスト                                    | 備考                                                                                   | 視聴率      |
| --- | -------- | ----------------------------------------- | -------------------------------------------------------------------------------------- | ----------- |
| 218 | 01月14日 | 名取裕子 岡崎紗絵                         | 2時間SP（19:58 - 21:56に放送） 番組初、海外のポツンと一軒家を取り上げた。              | 12.0%       |
| 219 | 01月28日 | 福士蒼汰 竹内由恵                         |                                                                                        | 13.0%       |
| 220 | 02月04日 | NANA（MAX） 青木崇高                      |                                                                                        | 11.7%       |
| 221 | 02月11日 | 笹野高史 鈴木砂羽                         |                                                                                        | 11.2%       |
| 222 | 02月18日 | 紫吹淳 菅井友香                           |                                                                                        | 11.6%       |
| 223 | 02月25日 | 坂東彌十郎 高橋ひとみ                     | 2時間SP（19:00 - 20:56に放送）                                                         | 13.4%       |
| 224 | 03月03日 | 内藤剛志 蝶花楼桃花                       |                                                                                        | 12.5%       |
| 225 | 03月17日 | 池上季実子 前田公輝                       |                                                                                        | 12.2%       |
| 226 | 03月24日 | 滝沢沙織 飯豊まりえ                       |                                                                                        | 12.3%       |
| 227 | 03月31日 | 市川右團次 夏菜                           | 2週連続（前・後編）で放送。                                                            | 12.6%       |
| 228 | 04月07日 | 市川右團次 夏菜                           | 2週連続（前・後編）で放送。                                                            | 12.1%       |
| 229 | 04月14日 | 筒井真理子 満島真之介                     | 2時間SP（19:58 - 21:56に放送）                                                         | 11.7%       |
| 230 | 04月28日 | 岩城滉一 渡邉美穂                         |                                                                                        | 12.7%       |
| 231 | 05月05日 | 上川隆也 宮本茉由                         |                                                                                        | 11.9%       |
| 232 | 05月12日 | 市村正親 鈴木愛理                         | 2週連続（前・後編）で放送。                                                            | 11.0%       |
| 233 | 05月19日 | 市村正親 鈴木愛理                         | 2週連続（前・後編）で放送。                                                            | 12.5%       |
| 234 | 05月26日 | 白石美帆 玉田志織                         | 2週連続（前・後編）で放送。                                                            | 12.1%       |
| 235 | 06月02日 | 白石美帆 玉田志織                         | 2週連続（前・後編）で放送。                                                            | 12.0%       |
| 236 | 06月09日 | 沢村一樹 鈴木ゆうか                       |                                                                                        | 11.9%       |
| 237 | 06月16日 | 松本まりか 上杉柊平                       | 2週連続（前・後編）で放送。                                                            | 13.9%       |
| 238 | 06月23日 | 松本まりか 上杉柊平                       | 2週連続（前・後編）で放送。                                                            | 11.6%       |
| 239 | 06月30日 | 山里亮太（南海キャンディーズ） 田﨑さくら |                                                                                        | 12.1%       |
| 240 | 07月14日 | 木村佳乃 岡田結実                         | 1時間半SP（20:30 - 21:56に放送）                                                       | 11.0%       |
| 241 | 07月21日 | 小雪 大久保波留（DXTEEN）                 |                                                                                        | 11.2%       |
| 242 | 08月04日 | 酒井美紀 大園玲（櫻坂46）                 |                                                                                        | 10.6%       |
| 243 | 08月11日 | 和田アキ子 ゆうちゃみ(古川優奈)           |                                                                                        | 12.1%       |
| 244 | 08月18日 | 西岡德馬 生田絵梨花                       |                                                                                        | 12.6%       |
| 245 | 08月25日 | サンドウィッチマン 飯尾和樹（ずん） 王林  | ポツンと一軒家×帰れマンデー見っけ隊!!（19:00 - 20:56に放送）                           | 10.8% 13.5% |
| 246 | 09月01日 | （特別編）                                | ビフォーアフターSP。 全編VTRで構成されたためスタジオ部分はなかった（所・林も不出演）。 |             |
| 247 | 09月15日 | 萬田久子 平愛梨                           |                                                                                        | 12.5%       |
| 248 | 09月22日 | 田中美佐子 高橋克実                       | 2週連続（前・後編）で放送。                                                            | 11.8%       |
| 249 | 09月29日 | 田中美佐子 高橋克実                       | 2週連続（前・後編）で放送。                                                            | 11.1%       |
| 250 | 10月06日 | 三宅裕司 樋口日奈                         |                                                                                        | 12.7%       |
| 251 | 10月13日 | 福澤朗 清原果耶                           | 2週連続（前・後編）で放送。                                                            | 11.6%       |
| 252 | 10月20日 | 福澤朗 清原果耶                           | 2週連続（前・後編）で放送。                                                            | 11.4%       |
| 253 | 11月03日 | 寺島しのぶ 寺田心                         |                                                                                        | 11.0%       |
| 254 | 11月10日 | 遠藤憲一 高田秋                           |                                                                                        | 11.6%       |
| 255 | 12月01日 | 段田安則 福留光帆                         |                                                                                        | 12.0%       |
| 256 | 12月08日 | 内田有紀 内藤秀一郎                       |                                                                                        | 11.0%       |
| 257 | 12月15日 | 山瀬まみ 伊原六花                         | 2時間SP（19:00 - 20:56に放送）                                                         | 12.4%       |
| 258 | 12月29日 | 南果歩 生瀬勝久                           | 2時間SP（19:00 - 20:56に放送）                                                         |             |

#### 2025年
| 回  | 放送日   | ゲスト                              | 備考                           | 視聴率 |
| --- | -------- | ----------------------------------- | ------------------------------ | ------ |
| 259 | 01月19日 | 松下由樹 新浜レオン                 |                                | 11.8%  |
| 260 | 01月26日 | 比嘉愛未 岩田剛典                   |                                | 11.8%  |
| 261 | 02月02日 | 神保悟志 村重杏奈                   |                                | 11.9%  |
| 262 | 02月09日 | 山西惇 原菜乃華                     |                                | 12.1%  |
| 263 | 02月16日 | 升毅 谷口愛季                       |                                | 12.2%  |
| 264 | 02月23日 | 松田美由紀 岡田圭右（ますだおかだ） |                                | 11.5%  |
| 265 | 03月02日 | 荻野目洋子 杉本哲太                 |                                | 12.2%  |
| 266 | 03月09日 | 雛形あきこ 山崎怜奈                 |                                | 11.0%  |
| 267 | 03月23日 | 菊池桃子 北村有起哉                 |                                | 13.4%  |
| 268 | 03月30日 | 桐谷健太 長濱ねる                   | 3時間SP（18:04 - 20:56に放送） | 12.5%  |
| 269 | 04月13日 | 石井杏奈 蓮見翔（ダウ90000）        |                                | 12.1%  |
| 270 | 04月20日 | 桂宮治 畑芽育                       |                                | 10.4%  |
| 271 | 05月04日 | 織田信成 RAN（ME:I）                |                                | 10.6%  |
| 272 | 05月11日 | 藤木直人 松下奈緒                   | 2週連続（前・後編）で放送。    | 10.1%  |
| 273 | 05月18日 | 藤木直人 松下奈緒                   | 2週連続（前・後編）で放送。    | 11.2%  |
| 274 | 05月25日 | 橋本じゅん 剛力彩芽                 |                                | 11.2%  |
| 275 | 06月01日 | 石崎ひゅーい 山下リオ               |                                | 12.0%  |
| 276 | 06月08日 | 勝俣州和 国本梨紗                   |                                | 12.0%  |
| 277 | 06月15日 | 竹内涼真 髙木菜那                   |                                | 10.9%  |
| 278 | 06月22日 | 小林幸子 ホラン千秋                 |                                | 10.5%  |
| 279 | 06月29日 | 中村アン 小澤征悦                   |                                | 12.0%  |
| 280 | 07月13日 | アンミカ 杉野遥亮                   | 2時間SP（19:00 - 20:56に放送） | 11.2%  |
| 281 | 07月27日 | 安藤優子 村上佳菜子                 |                                | 12.0%  |
| 282 | 08月03日 | 渡辺満里奈 恒松祐里                 |                                | 12.0%  |
| 283 | 08月17日 | 薬丸裕英 甲田まひる                 |                                |        |

### アクシデント
2020年7月5日は当初、「あの家は今？」の企画で、宮崎県の一軒家を取り上げる予定だったが、放送当日に熊本県南部を中心に発生した豪雨（令和2年7月豪雨）を連想させるシーンがあるため、急遽予定を変更し、2020年1月19日に放送されたものを再放送した。
2021年7月11日は当初、熊本県の一軒家を取り上げる予定だったが、放送前日に熊本県・鹿児島県・宮崎県で発生した豪雨の影響を受けて、急遽予定を変更し、2021年2月7日に放送されたものを再放送した。奇しくも前述の2020年7月から約1年経過して、ほぼ同じ理由での内容変更となった。その日放送予定だった内容は、同年9月5日に放送された。

### 番組コラボ
2020年3月29日は、姉妹番組である『大改造!!劇的ビフォーアフター』とのコラボ企画で、2019年9月22日に放送した一軒家をリフォームした模様を放送。18:30 - 18:57は『ポツンと一軒家』特別編として事前に取材した模様がダイジェストで紹介され、18:57 - 20:56は『大改造!!劇的ビフォーアフター ポツンと一軒家を匠がリフォームスペシャル!!「物件313 物置になった家」』を放送。所と林は『ポツンと一軒家』には出演せず、『ビフォーアフター』のみの出演となった。
2023年8月20日は、テレビ朝日系列の人気バラエティ番組による3夜連続コラボ企画第2弾『ザワつく!池上彰&林修!ポツンと秘境バス 真夏の番組コラボ金土日』の第3夜として、『帰れマンデー見っけ隊!!』の企画『秘境路線バスの旅』とのコラボ特番『ポツンと一軒家×帰れマンデー秘境バス 田舎の魅力を再発見SP』が放送。前半（19:00 - 19:58）は『秘境路線バスの旅』として、サンドウィッチマン、秋山竜次（ロバート）、オカダ・カズチカが、路線バスに乗り、前述の『ビフォーアフター』とのコラボでリフォームされた一軒家をゴールに旅を展開した。後半（19:58 - 20:56）は『ポツンと一軒家』のレギュラー同様、番組取材班が発見したポツンと一軒家の新作を放送。スタジオでは所・林とサンドが出演し、一緒に進行、VTRを鑑賞した。
2024年8月25日は、前述の3夜連続コラボ企画第4弾『豪華!真夏の3夜連続番組祭り』第3夜として、1年ぶりに『ポツンと一軒家×帰れマンデー見っけ隊』とのコラボ特番第2弾が放送された。前半の『帰れマンデー』パートではサンドウィッチマン、飯尾和樹（ずん）、王林が、過去3回番組で訪れている山奥の料理宿をゴールに旅を展開。後半の『ポツンと一軒家』パートでは、前回のコラボ回の『ポツンと』パートで取材班が訪問した家の男性から紹介された一軒家を紹介した。
制作・番組及びスポンサー送出はいずれも前半をテレビ朝日、後半はレギュラー同様に朝日放送テレビが担当し、スタッフロールは後半の最後に両番組を一括して表示した（『帰れマンデー』はテレビ朝日が、『ポツンと一軒家』は朝日放送テレビが制作局としてクレジット）。

## スタッフ

### レギュラー（2025年7月13日時点）
- ナレーション：緒方賢一（2021年4月4日 - ）[253]、小山茉美
- 構成：伊藤正宏、中野俊成、むらこし豪昭

〈技術〉
- TP・TD：山田洋和（ロケ技術CAM兼務の回あり）
- CAM：中村純（以前はTP・TD►一時離脱►復帰）、杉山紀行（ロケ技術CAM兼務の回あり、以前は毎週）【週替り】
- VE：楠部達也（一時離脱►復帰）
- VTR：徳永一馬（以前はVTR→VE）【毎週】、善方光一（一時離脱►復帰）【不定期】
- LD：稗田晋一
- MIX：伊藤璃子

〈ロケ技術〉
- CAM：岡田栄・千葉弦毅（池田屋）、海渡敬介（OCEAN CROSS）、高野清隆（写楽）、杉山徹、塚本達郎（共同テレビジョン）、豊田昌徳、三好哲也（三好→ロケ技術CAM兼務の回あり►スタジオCAM兼務の回あり）、西田慶仁（ピースリー本舗）、那波雄大、飯田一志、鴫原直彦【週替り】
- CAM/ドローン：大貫晶（以前はロケ技術CAM兼務）【週替り、回によって異なる】
- ドローン：藤本拓磨、早川多祐（早川→GUTS、普段はディレクター）、服部昌一郎、広瀬和久（広瀬→一時離脱►復帰）【週替り】
- 編集：滝嶋秀臣、江原英生
- MA：浦辺裕太
- 音効：篠原光、東由美
- 技術協力：池田屋、Bluebox Studio、レモンスタジオ（以前は砧スタジオで表記）、TACT（旧TAMCO）[注 37]、佳夢音、Soyb CooE、DOME【毎週】、写楽（写楽→以前は毎週）、OCEAN CROSS、メディアリース、MIB LLC、GO WEST、ピースリー本舗、TSU-TEC、那波事務所、Tec Seivice【週替り】

〈美術〉
- プロデューサー：木村文洋
- デザイン：別所晃吉
- 美術進行：小山千香子
- 大道具製作：木村敬
- 大道具操作：菅原英一
- アクリル装飾：松浦由佳
- マルチ：伊藤拓也
- 装置：藤生由紀
- 電飾：熊田裕衣子
- ヘアメイク：武部千里
- タイトルCG：早瀬瑠璃
- 美術協力：フジアール[注 38]、東宝舞台、ヤマモリ、テルミック、マルチバックス
- 編成：森裕喜・森川亜紀（ABCテレビ、森→2024年8月18日 - 、森川→2024年2月18日 - ）
- 営業：髙妻蔵馬（ABCテレビ、2023年6月25日 -、2020年7月19日 - 2022年1月は編成）【毎週】、南出拓平（ABCテレビ、2025年3月30日 - ）【週替り】
- 番組宣伝：平田めぐみ・槇野博信（共にABCテレビ、2023年6月4日 - ）
- キャスティング：田村力（ビーオネスト）
- 制作補：松生藍（バックアップメディア、2023年11月26日 - ）、大本昌徳（Ao,inc.）、磯田今日子（JUMP）
- 番組デスク：中村美恵（ABCテレビ、2022年4月10日 - ）
- 演出補：小原康樹（以前は週替り►毎週►週替り）、菊池亜南、藤田剛、田中輝一、小玉彩花、鈴木佑磨、原優布子、山口美波、渡邊俊介、金内勇磨（小原・藤田・菊池・金内以外→以前は週替り）
- ディレクター：黒河内隼仁・小原斎（JUMP）、黒川和樹、早川多祐・本橋宏之（GUTS、早川→ドローンの回あり、本橋→以前は週替り）、岡島友孝【毎週】、瀧島光人（プロジェクト ドーン、以前は毎週）、山田佳南子、坂口蓮登、濱田大樹【週替り】
- 演出：古原幸一・熊田明弘（JUMP、熊田→2023年4月9日 -、以前はディレクター►一時離脱►復帰）、古賀謙一（Ao,inc.）
- 総合演出：高橋章良（CHAPTER）
- プロデューサー：下山航平（ABCテレビ、2024年6月9日 -）、一丸拓之（JUMP）、青山速己・武川和美（Ao,inc.）、廣中ゆかり（GUTS）
- チーフプロデューサー：桒山哲治（ABCテレビ、2021年1月17日 -、2020年7月19日 - 2021年1月3日まではプロデューサー）
- 制作協力：TV CLUB、ワタナベエンターテインメント、GUTS、Ao,inc.
- 制作/制作協力：JUMP、CHAPTER【隔週で担当が異なる】
- 制作：ABCテレビ

#### 過去のスタッフ
- ナレーション：キートン山田（番組開始時 - 2021年3月28日）[14]
- 構成：ビル坂恵
- ブレーン：植田貴之（ABCテレビ、以前はチーフプロデューサー）、谷口秀一（インガルス）
- TP：別府忠久
- CAM：佐藤文、檜山忠、亀田勇、安達良（安達→以前はロケ技術CAM/CAM►一時離脱►復帰）
- VTR：熊倉智大、吉岡辰沖、中村寿昌（中村→一時離脱►復帰）
- ロケ技術CAM：竹本真也、佐藤慎也、千葉元気、金子圭太郎、安藤恒（共同テレビ）、植松賢一、毛利公美、横山修、平尾隆弘（JAX）、河野浩典、三宅凌平、行廣晋一、黒田勝征、松本安正、山岸祐一（ピースリー本舗）、岩崎真澄、山下貴之、中垣宏一、橋本俊令（ヒートワン）、河合輝久、松浦覚（松浦→以前はドローン）、西謙三、松本綾佳、越智宏亮、石田優行、杉村正規（杉村→一時離脱►復帰）、山本真也、高師専(千)吉（フロムアール）、齊藤将光、伊藤正彦、白似田健介、奥村一彦（白似田・奥村→一時離脱►復帰）、中村椋
- ロケ技術CAM/ドローン：柳澤将喜、玉城悟、吉田剛（吉田→以前はロケ技術CAM/ドローン►一時離脱►復帰）
- ドローン：三橋孝裕、植松正行、境哲也、鈴木修二、薮内楽、松花澤健一、森哲也、新立翔、岡田秀一、佐々木孔明、森下智文、岡野進司、橋本俊令（ヒートワン）、小野寺亨、櫻井優一、矢尾板亨、稲田悠樹、福重伸隆（福重→以前はVTR）、田中佳津樹、高師専吉（フロムアール）
- ロケVE：梅津大輔【不定期】
- 音効：明田悠依
- 技術協力：空創技研プロペラ、アルファーミングル、そらパチ!、プロダクションナップ、スズキシューティングサービス、AVC放送開発、瀬戸内DroneWalker、アシスト日南、アカシック・ビジョン、ツウテック、Agrid、ジェイ・クルー、エムテック空撮サービス、サクラボ、共同テレビジョン[注 39]、プレサイド、ヒートワン、WIN-plus、アカシックビジョン、コマンドディ、みさる屋、ツウテック、UGcompany、テーク・ワン、アールビット、THREE CHORD MOVIES、フロムアール、miruca、mabu、ITB、Diving Service PAPACLUB（THREE・フロム→一時離脱►復帰）
- 大道具製作：卜部徹夫
- 大道具操作：大坪信昭
- アクリル装飾：松本健
- 電飾：福田隆正
- 編成：石橋義史（ABCテレビ、番組開始時 - 2019年10月27日）、鈴鹿相哉（ABCテレビ、2019年6月23日 - 2024年2月11日）、田上英幸（ABCテレビ、2024年2月18日 - 8月11日・9月15日・12月29日）
- 営業：伊地智厚太（ABCテレビ）、多喜澪（ABCテレビ）、長嶋亮（ABCテレビ、2019年11月10日 - 2020年7月12日）、武田行剛（ABCテレビ、2020年7月19日 - 2022年6月5日）、田嶋康次郎（ABCテレビ、2022年6月12日 - 2023年6月18日・9月24日）
- 番組宣伝：藤田高一郎（ABCテレビ）、衣川淳子（ABCテレビ、2019年3月10日 - 2021年5月）、市川貴裕（ABCテレビ）、江﨑希与子（ABCテレビ、2021年6月6日 - 2022年6月5日）、中田陽子、澤野井信宏（共にABCテレビ、2022年6月12日 - 2023年5月28日）
- 番組デスク：松原幹（ABCテレビ、番組開始時 - 2022年4月3日）
- 制作デスク：沢口恵美（JUMP）
- 制作補：沖津一洋（Ao,inc.）、小嶋悠介（ホールマン、2019年7月14日 -）
- 演出補：村椿智美、大塚未結、西田侑平、菅原由輝、尾上愛海、久保田侑平、我妻和希、山本康二、遠藤巧弥、山下雄司、上坂和也、小金丸理子、伊藤泰周、谷翔太、垣内佑太、佐々木真侑（垣内・佐々木→以前は毎週）、鵜飼由梨、久保田雄大、小林勇介（小林→以前は週替り）、石郷美紅、茂刈邦了、田中百音華（田中→以前は週替り）、小倉芽依、加賀美柚帆（加賀美→以前は週替り）、北直樹、渡辺宗(也)（渡辺→以前は毎週）、鈴木彩音（以前は週替り）、中野晴香、田中しおり、山本鈴奈、小松理紗、金澤花奈、田中歩奈、佐藤心優
- ディレクター：佐藤哲士・池田浩士・高橋行広（TWS）、佐藤一輝・水上雄一朗（GUTS）、今村拓実（TOSS）、須藤潤、藤尾佳央、笠松拓也、中野聡、永田修一、加藤翔輝（3RINGS）
- プロデューサー：山下浩司（ABCテレビ、2018年12月9日 - 2019年10月27日）、芝聡（ABCテレビ、2021年2月14日 - 2021年6月6日）、白石和也（ABCテレビ、2021年6月13日 - 2022年1月16日）、大橋洋平（ABCテレビ、2021年6月13日 - 2024年2月4日）、平田翔子（ABCテレビ、2024年5月26日 - 2025年6月29日、2022年1月30日 - 10月9日も担当）、花苑博康（TWS）
- 制作協力：TWS

### 不定期特番
- ナレーション：キートン山田、小山茉美
- 構成：中野俊成、伊藤正宏、むらこし豪昭

〈技術〉
- TP：別府忠久
- TD：山田洋和
- CAM：杉山紀行
- VE：楠部達也
- VTR：吉岡辰沖（第8弾）
- MIX：伊藤璃子
- LD：稗田晋一

〈ロケ技術〉
- CAM：岡田栄（第1-6,8弾）、田端優一（第7,8弾）、安藤亘（第8弾）、小田裕貴（第1,6,8弾）
- ドローン：櫻井優一（第2-6,8弾）、鈴木修二（第1,3,8弾）、川内達也（第2,8弾）
- 編集：滝嶋秀臣（第8弾）
- MA：浦辺裕太（第8弾）
- TK：伊藤梓見
- 音効：篠原光、東由美（共に第1,3弾-）、明田悠依（第3-5,7弾-）
- 技術協力：池田屋、Bluebox Studio（Blue→第8弾）、砧スタジオ、TAMCO、DOME、佳夢音（スタジオ）、Shaluck!（写楽名義→第5弾まで、第7弾-）、Soyb cooE（Soyb→第7弾-）、共同テレビジョン（第1-4,8弾）、オーシャンクロス（第2,5,8弾）、空創技研(究)プロペラ（第2,3,5,6弾は研究名義、8弾）、HBC FLEX（第7弾-）、fmt（第1,8弾）、ウィンプラス（第2弾はWin-plus名義,8弾）（ロケ）

〈美術〉
- プロデューサー：木村文洋
- デザイン：別所晃吉
- 美術進行：小山千香子
- 大道具製作：卜部徹夫
- 大道具操作：大坪信昭
- アクリル装飾：松本健（第5弾までは美術進行）
- マルチ：伊藤拓也
- 装置：藤生由紀
- 電飾：福田隆正（第3弾-）
- ヘアメイク：武部千里
- タイトルCG：早川瑠璃（第3弾-）
- 美術協力：フジアール、東宝舞台、ヤマモリ、テルミック、マルチバックス
- 編成：石橋義史（ABCテレビ）
- 営業：伊地智厚太・多喜澪（ABCテレビ）
- 番組宣伝：市川貴裕・藤田高一郎（藤田→第4弾-）（ABCテレビ）
- 番組デスク：松原幹（ABCテレビ）
- キャスティング：田村力（ビーオネスト）
- 制作補：磯田今日子（JUMP）
- 制作デスク：沢口恵美（JUMP）
- 演出補：上坂和也（第1弾-）、山本康二（第8弾）、フレッド彰史（第4弾-）、村椿智美（第3弾-）、大塚未結（第6弾-）
- ディレクター：古賀謙一、早川多祐（GUTS）、佐藤哲士、小原斎、熊田明弘（JUMP、第5,8弾、他回は演出）
- 演出：古原幸一（JUMP）
- 総合演出：高橋章良（CHAPTER）
- プロデューサー：一丸拓之（JUMP）、花苑博康（NEXTEP）
- チーフプロデューサー：植田貴之（ABCテレビ、第4弾まではプロデューサー）
- 制作協力：TV CLUB、ワタナベエンターテインメント／CHAPTER、GUTS、NEXTEP（NEXTEP→第1-3,8弾）
- 制作：朝日放送→ABCテレビ、JUMP

#### 過去のスタッフ（不定期特番）
〈技術〉
- VTR：徳永一馬（第1,2,4-7弾）、善方光一（第3弾）

〈ロケ技術〉
- CAM：河合輝久（第1弾）、黒田椎子（第2弾）、海渡敬介（第3,5,6弾）、竹本真也（第3,4弾）、松浦覚（第5弾）、金子直太郎、橋本俊令（第6弾）、高野清隆（第7弾まで）
- VE：斉藤弘一（第2弾まで）
- ドローン：福澤健二、高橋伸明、小野寺亨（全員第1弾）、薮内楽、桑野師一（全員第2弾）、筒井康友、大村孝徳（全員第3弾）、藤井豊（第3,4弾）、中西竜太（第5,6弾）、杉浦航也（第6弾）、伊藤公智、稲田悠樹（全員第7弾）
- 水中撮影（第2弾）：速形豪
- 編集：伊藤和幸、安川修平、鈴木大知（全員第7弾まで）
- MA：柴田敏幸（第6弾）、伊藤慎吾（第7弾まで）
- 音効：藤原大介（第1弾）、堺慶史郎（第2,6弾）
- 技術協力：スズキシューティングサービス、Sky shot、fmt、cool shooting（共に第1弾）、ザ・チューブ（第7弾まで）、インサイド・シケット、スカイスフィーダ、ジー・オーシャン（共に第2弾）、M-TANK（第2,6弾）、べーシステム山口（第3,4弾）、AVC放送開発（第5弾）、Web CHayana（第5,6弾）、ヒートワン、キュー（第6弾）、Raye project、コマンドティー（共に第7弾）
- 電飾：熊田裕衣子（第2弾まで）
- タイトルCG：soybeans&rice（第2弾まで）
- 美術協力：テレサイト（第1弾）
- 撮影協力：鳥羽磯部漁業協同組合、片浜荘（共に第2弾）
- 映像協力：ABCリブラ（第2,3弾）
- 協力：ヤマトリフォーム（第3弾）
- 番組宣伝：田中彰（第3弾まで、朝日放送テレビ）
- 演出補：市川頌子、脇田悠哉（共に第1弾）、市川良太（第2弾）、岡本佳和、藤田剛（第3弾）、余謀師（第4-6弾）、渡辺拓真（第6,7弾）
- FD：小川剛（第1弾）
- ディレクター：木下大輔（第1弾）、水上雄一郎(朗)（第4-7弾、第1,2弾は演出補）
- プロデューサー：田村雄一（朝日放送テレビ、第1弾）
- チーフプロデューサー：井口毅（朝日放送テレビ、第4弾まで）

## ネット局と放送時間
| 放送対象地域   | 放送局                       | 系列                                         | 放送日時           | 遅れ       |
| -------------- | ---------------------------- | -------------------------------------------- | ------------------ | ---------- |
| 近畿広域圏     | 朝日放送テレビ（ABC TV）     | テレビ朝日系列                               | 日曜 19:58 - 20:56 | 制作局     |
| 北海道         | 北海道テレビ（HTB）          | テレビ朝日系列                               | 日曜 19:58 - 20:56 | 同時ネット |
| 青森県         | 青森朝日放送（ABA）          | テレビ朝日系列                               | 日曜 19:58 - 20:56 | 同時ネット |
| 岩手県         | 岩手朝日テレビ（IAT）        | テレビ朝日系列                               | 日曜 19:58 - 20:56 | 同時ネット |
| 宮城県         | 東日本放送（khb）            | テレビ朝日系列                               | 日曜 19:58 - 20:56 | 同時ネット |
| 秋田県         | 秋田朝日放送（AAB）          | テレビ朝日系列                               | 日曜 19:58 - 20:56 | 同時ネット |
| 山形県         | 山形テレビ（YTS）            | テレビ朝日系列                               | 日曜 19:58 - 20:56 | 同時ネット |
| 福島県         | 福島放送（KFB）              | テレビ朝日系列                               | 日曜 19:58 - 20:56 | 同時ネット |
| 関東広域圏     | テレビ朝日（EX）             | テレビ朝日系列                               | 日曜 19:58 - 20:56 | 同時ネット |
| 新潟県         | 新潟テレビ21（UX）           | テレビ朝日系列                               | 日曜 19:58 - 20:56 | 同時ネット |
| 長野県         | 長野朝日放送（abn）          | テレビ朝日系列                               | 日曜 19:58 - 20:56 | 同時ネット |
| 静岡県         | 静岡朝日テレビ（SATV）       | テレビ朝日系列                               | 日曜 19:58 - 20:56 | 同時ネット |
| 石川県         | 北陸朝日放送（HAB）          | テレビ朝日系列                               | 日曜 19:58 - 20:56 | 同時ネット |
| 中京広域圏     | 名古屋テレビ（メ〜テレ/NBN） | テレビ朝日系列                               | 日曜 19:58 - 20:56 | 同時ネット |
| 広島県         | 広島ホームテレビ（HOME）     | テレビ朝日系列                               | 日曜 19:58 - 20:56 | 同時ネット |
| 山口県         | 山口朝日放送（yab）          | テレビ朝日系列                               | 日曜 19:58 - 20:56 | 同時ネット |
| 香川県・岡山県 | 瀬戸内海放送（KSB）          | テレビ朝日系列                               | 日曜 19:58 - 20:56 | 同時ネット |
| 愛媛県         | 愛媛朝日テレビ（eat）        | テレビ朝日系列                               | 日曜 19:58 - 20:56 | 同時ネット |
| 福岡県         | 九州朝日放送（KBC）          | テレビ朝日系列                               | 日曜 19:58 - 20:56 | 同時ネット |
| 長崎県         | 長崎文化放送（ncc）          | テレビ朝日系列                               | 日曜 19:58 - 20:56 | 同時ネット |
| 熊本県         | 熊本朝日放送（KAB）          | テレビ朝日系列                               | 日曜 19:58 - 20:56 | 同時ネット |
| 大分県         | 大分朝日放送（OAB）          | テレビ朝日系列                               | 日曜 19:58 - 20:56 | 同時ネット |
| 鹿児島県       | 鹿児島放送（KKB）            | テレビ朝日系列                               | 日曜 19:58 - 20:56 | 同時ネット |
| 沖縄県         | 琉球朝日放送（QAB）          | テレビ朝日系列                               | 日曜 19:58 - 20:56 | 同時ネット |
| 福井県         | 福井放送（FBC）              | 日本テレビ系列 テレビ朝日系列                | 土曜 12:00 - 13:00 | 遅れネット |
| 宮崎県         | テレビ宮崎（UMK）            | フジテレビ系列 日本テレビ系列 テレビ朝日系列 | 土曜 12:30 - 13:30 | 遅れネット |
| 山梨県         | 山梨放送（YBS）              | 日本テレビ系列                               | 土曜 15:00 - 16:00 | 遅れネット |
| 徳島県         | 四国放送（JRT）              | 日本テレビ系列                               | 日曜 15:00 - 16:00 | 遅れネット |
| 高知県         | 高知放送（RKC）              | 日本テレビ系列                               | 日曜 11:50 - 12:50 | 遅れネット |
| 富山県         | 富山テレビ（BBT）            | フジテレビ系列                               | 土曜 12:55 - 14:00 | 遅れネット |
| 島根県・鳥取県 | さんいん中央テレビ（TSK）    | フジテレビ系列                               | 日曜 12:00 - 13:00 | 遅れネット |

- 不定期特番『所&林修のポツンと一軒家』の制作局については、第3回まで朝日放送、第4回から朝日放送テレビ。
- 制作局の朝日放送テレビが『スーパーベースボール 虎バン主義。』（阪神タイガース主催試合中継）を放送する場合は（サンテレビでの完全放送としない場合[注 43]）、自社では他日に臨時枠移動とするが、テレビ朝日をはじめとする大半の系列局には本来の放送日時に制作局からの先行裏送りネットとする（朝日放送テレビで9月8日〈日〉15:25 - 16:25に、テレビ朝日他22局で9月1日〈日〉に放送の、レギュラー第38回が最初の実例となった）[注 44][注 45]。なお、『スーパーベースボール 虎バン主義。』が中止の場合には、自社でも通常通り本来の放送日時での放送となる（当初予定より放送日程繰り上げとなり、臨時枠移動を行わない）ため、系列局向けの放送は先行裏送りネットという形にならない。

### ネット配信
| 配信サイト | 更新時間        | 備考                      |
| ---------- | --------------- | ------------------------- |
| TVer       | 日曜21:00 更新  | 最新回限定で1週間無料配信 |
| GYAO!      | 放送終了後 更新 | 最新回限定で1週間無料配信 |

| 配信サイト | 対象                    | 備考                     |
| ---------- | ----------------------- | ------------------------ |
| U-NEXT     | 2020年8月23日放送分より | 放送週に更新。見放題対象 |